# Малинский, Павел
Павел Малинский (пол. Paweł Maliński; 1790 — 1853, Варшава) — польский скульптор, представитель ампира.

## Биография

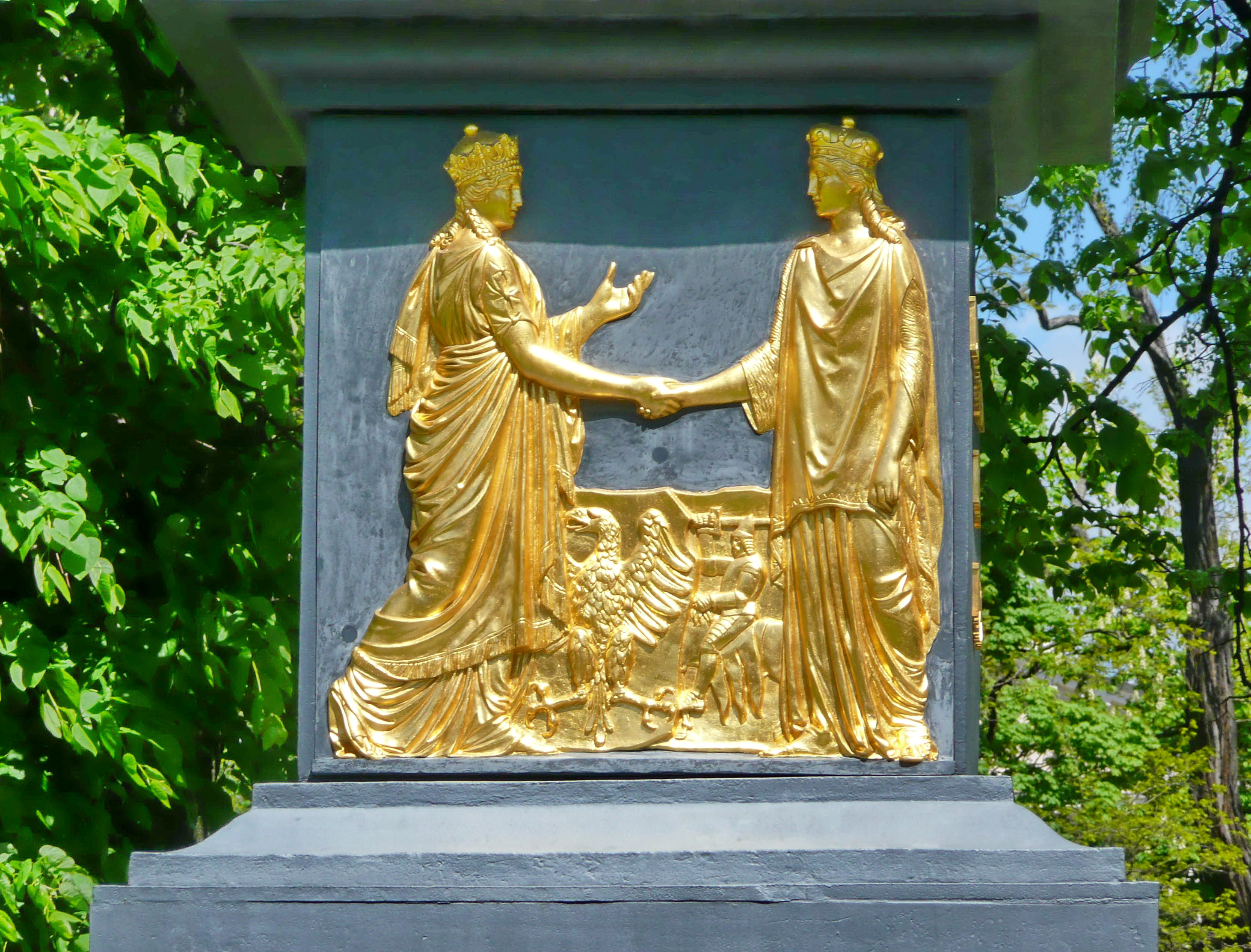
Аллегорический барельеф Малинского на памятник Люблинской унии в Люблине.

Родился в 1791 году в австрийской Богемии (ныне — Чехия).  В 1804—1810 годах учился в Пражской академии художеств, а в 1810-1816 годах — в Дрезденской (под руководством скульптора Франца Петриха; нем.).
Окончив академию в Дрездене, практически сразу же отправился в Варшаву, которая незадолго до этого стала столицей Царства Польского Российской империи. В Варшаву Малинского пригласил Станислав Замойский, который поручил ему выполнение скульптурного декора для реконструировавшегося Голубого дворца.
В следующем 1817 году Малинский был назначен  профессором скульптуры на кафедре изящных искусств Варшавского университета. Среди его известных учеников были Константин Гегель, Владислав Олещинский, Якуб Татаркевич.
В 1820 году Малиновский получил от правительства Царства Польского стипендию для поездки в Италию, где он оставался два года и познакомился с прославленным Бертелем Торвальдсеном и даже стал его учеником.
В 1822 году Малинский вернулся в Польшу, где продолжал преподавать в университете ещё десять лет. Однако, в 1831 году, после подавления Польского восстания, Варшавский университет был закрыт.
После этого Малинский продолжил работать в Польше, как практикующий скульптор.
Скончался в 1853 году в Варшаве и был похоронен на кладбище Старые Повонзки.

## Творчество
Крупных общественных заказов в Варшаве в первой половине XIX века было мало, поскольку памятники оставались сравнительной редкостью. Поэтому Малинский в основном работал над скульптурным декором различных зданий. Он, в частности, выполнил:
- Скульптуры на крыше дворца наместника Царства Польского (ныне — президентский дворец)
- Четыре скульптуры муз на фасаде дворца Коссаковских
- Барельеф «Царь Эдип и процессия, возвращающаяся с Олимпийских игр» на фронтоне Большого театра в Варшаве. Выполненная из гипса, эта скульптора со временем обветшала, и в 1955—1960 годах, во время реконструкции театра, была заменена копией, выполненной из камня.
- Аллегорический барельеф «Наука и Искусство» на фронтоне Казимировского дворца
- Барельефы на фронтонах Дворца казначейства и Замойского дворца
- Фигуры в боковых нишах на фасаде костёла Святого Карло Борромео на улице Хлодной.

Малинский также создал ряд портретных бюстов и надгробий.
Однако, Малинский принимал участие также и в создании двух памятников, для которых выполнил скульптурные барельефы. Это:
- Памятник Люблинской унии в Люблине; и
- Памятник строительству Брестской дороги на Гроховской улице в Варшаве.

Оба памятника, выполненные в форме обелисков, сохранились до наших дней.